# 카르볼 푸크신

푸크신의 구조

카르볼 푸크신(영어: carbol fuchsin)은 세균의 염색 절차에 사용되는 페놀과 염기성 푸크신의 혼합물이다. 카로볼 푸크신은 세포막에서 발견되는 미콜산에 대한 친화력을 가지고 있기 때문에 미코박테리아의 염색에 일반적으로 사용된다.
카르볼 푸크신은 분별염색인 질-닐슨 염색의 구성 요소이다. 카르볼 푸크신은 산성 알코올보다 세포벽의 지질에 더 잘 녹기 때문에 항산균을 검출하기 위한 기본 염색 염료로 사용된다. 세균이 내산성인 경우 세균은 산성 알코올(70% 에탄올에 0.4~1% HCl)에 의한 탈색에 저항할 수 있기 때문에 염료의 초기 색상인 빨간색을 유지할 수 있다. 또한 세균 포자의 염색에도 사용할 수 있다.
카르볼 푸크신은 국소 방부제 및 항진균제로도 사용된다.

## 같이 보기
- 방부제 (의약품)
- 항진균제
- 질-닐슨 염색
- 그람 염색